# 도시샤 대학
도시샤 대학(일본어: 同志社大学 도시샤다이가쿠[*], 영어: Doshisha University)은 일본 교토부 교토시와 교타나베시에 위치한 명문 사립 대학이다. 간사이 지방의 4대 명문 사립 대학인 간칸도리쓰에 속하는 대학이다.
1875년 메이지시대 6대 교육자의 일원인 니지마 조가 세운 도시샤 영어학교를 전신으로 한다.
창립자인 니지마 조의 유지를 받들어 각국의 유학생을 활발하게 받아들이고 있으며, 한국, 중국, 대만, 영국, 베트남, 터키에 국제사무소를 운영한다.
한국에서는 윤동주 시인과 정지용 시인이 유학했던 학교로 유명하다. 이마데가와 캠퍼스에는 두 시인의 시비(詩碑)가 세워져 있다.
일본 국내에서는 유일하게 와세다 대학과 국내 교환유학 제도를 운영하고 있다.
대학의 약칭은 도다이(일본어: 同大) 또는 도시샤(일본어: 同志社).

## 개요

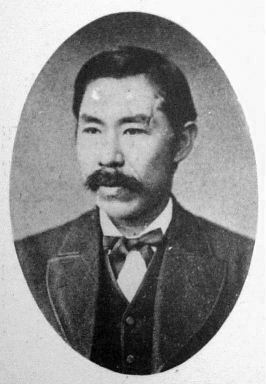
니지마 조

메이지 시대 6대 교육자 중의 한사람인 니지마 조에 의해 1875년에 설립된 도시샤 아카데미를 전신으로 하는 대학이다.
기독교 개신교 계통의 학교지만, 일반적인 미션스쿨과는 성격이 다르고, 기독교 전도를 주된 목적으로 하지 않는다.
건학 정신은 기독교 정신에 기초한 '양심'이다. 니지마 조는 건학의 목적으로 '양심 교육'을 내걸었다.
지식 교육에만 치중하지 않도록 기독교를 기반으로 '덕'을 병행하여 진행함으로써 '양심에 기반한 지식을 갖춘 사람'을 배출하고 싶어했던 것이다.
이 양심 교육을 구체적으로 실현하기 위한 교육 이념으로서 현재까지 「기독교 교리」,「자유주의」,「국제주의」를 통한 '국가의 양심'이 될 수 있는 인물을 배출하는 것을 목표로 하고 있다.
도시샤(同志社)라는 교명은 "뜻을 같이하는 사람이 모여 만드는 결사"라는 뜻이다.

## 상징
- 휘장

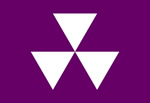
도시샤 휘장

3개의 삼각형으로 이루어진 도시샤의 휘장은 국가 또는 땅을 의미하는 아시리아 문자를 도안화한 것이다.
도시샤대학 출신인 고대 오리엔트 학자이자 시인인 유아사 한게쓰가 디자인했다.
제정 이래 교육의 삼위일체를 목표로 하는 도시샤의 교육이념(지, 덕, 체)을 나타내는 것으로 해석되고 있다.
- 도시샤의 교색

도시샤의 교색은 자주색과 백색이다.
티리언 퍼플과 에도 퍼플의 중간색인 도시샤의 로얄 퍼플은 창립자인 니지마 조가 유학한 미국 애머스트 칼리지의 교색과 같은 색이다.
교기는 바탕이 로얄 퍼플이고 휘장은 백색이다.

## 학풍
일본 대부분의 사립 대학이 그렇듯이 학생의 개성을 존중하는 분위기를 띄지만, 도시샤 대학은 그 중에서도 미션계 특유의 자유로운 교풍으로 유명하다.
도시샤 대학과 리쓰메이칸 대학은 같은 교토시에 위치해 있다. 리쓰메이칸 대학의 활기찬 열혈대학 같은 이미지에 반해, 도시샤대학은 문학소년, 도련님, 아가씨의 이미지가 강한 편이다.
학풍으로만 보자면 도시샤 대학은 게이오기주쿠 대학과, 리쓰메이칸 대학은 와세다 대학과 학풍과 비슷하다.

## 위치
도시샤 대학은 일본을 대표하는 역사 관광 도시인 교토 시 가미교구와 그 위성 도시인 교토 부 교타나베 시에 캠퍼스를 가진다.
또한 2005년에는 교토 부 소라쿠군 세이카정에 새로운 캠퍼스를 세우기 위하여 부지를 취득하였다.

### 이마데가와 교지
- 이마데가와 캠퍼스（〒602-8580 京都府京都市上京区今出川通烏丸東入玄武町601番地）

- 신마치 캠퍼스（〒602-0047 京都府京都市上京区新町通今出川上ル近衛殿表町159-1）

- 무로마치 캠퍼스（寒梅館）（〒602-0023 京都府京都市上京区烏丸通上立売下ル御所八幡町103）

- 가라스마 캠퍼스 (京都市上京区烏丸通上立売上る相国寺門前町647-20)

- 게이시칸 (〒602-0932　京都市上京区新町今出川下ル徳大寺殿町345)

### 교타나베 교지
- 교타나베 캠퍼스（〒610-0394 京都府京田辺市多々羅都谷1-3）

- 갓켄토시 캠퍼스 (〒619-0225　木津川市木津川台4丁目1-1)

- 다타라 캠퍼스（〒610-0321 京都府京田辺市多々羅西平川原39-16）

### 그 외 캠퍼스
- 오사카 새터라이트 캠퍼스（ビジネス研究科）（〒530-0001 大阪府大阪市北区梅田2-1-22 桜橋アストリアビル9F）

- 도쿄 새터라이트 캠퍼스（〒104-0031 東京都中央区京橋2丁目7番19号 京橋イーストビル3階）

## 캠퍼스

### 이마데가와 교지

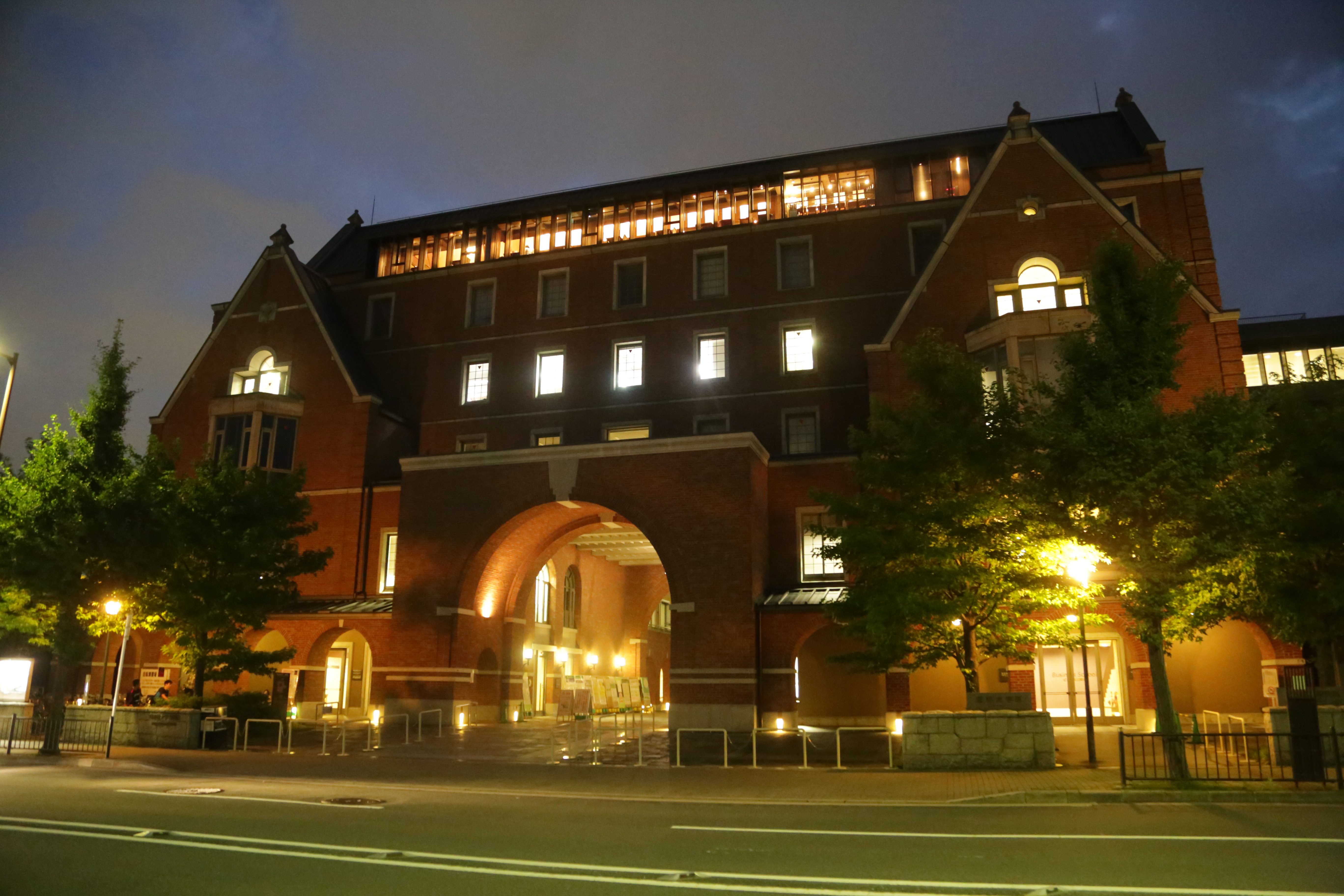
칸바이칸

이마데가와 캠퍼스는 도시샤 대학의 탄생지이며, 150년에 가까운 본 대학의 역사 그 자체라고 할 수 있다.
캠퍼스내의 예배당, 쇼에이칸, 유슈칸, 해리스이화학관, 클라크기념관은 국가 중요문화재로도 지정되어 있는 메이지의 건조물이며, 그 후 다이쇼나 쇼와 초기, 최근에 세워진 건물과 아름다운 조화를 보이고 있다.
마치 메이지 이후의 대학교육의 발자취를 말해주는 살아있는 박물관이라고 할 수 있다.
이마데가와 캠퍼스, 신마치 캠퍼스, 가라스마 캠퍼스, 무로마치 캠퍼스, 게이시칸을 모두 포함한다. 주로 문과계열 학생들이 다닌다.

### 교타나베 캠퍼스
1986년 교토 남쪽에 최첨단 설비로 개교한 교타나베 캠퍼스는 오사카 및 나라의 경계에 가깝다.
이 지역은 문화유산 및 역사 유적이 많은 것으로 유명한 동시에 간사이 문화학술연구도시 등 하이테크 공업도시도 자리잡고 있다.
또한 문화정보학부, 이공학부, 생명의과학부, 스포츠건강과학부 및 심리학부의 학부 및 대학원생 전원이 교타나베 캠퍼스에서 공부하고 있다.
교타나베 캠퍼스, 각켄토시 캠퍼스, 다타라 캠퍼스를 포함해 '교타나베 교지'라고 부른다.

## 역사
도시샤 대학교는 1875년 조합교회 신자인 니지마 조가 교토시에 창립한 도시샤 영학교(同志社英学校)가 전신이며, 전문학교 시절을 거쳐서 1920년에 시행된 대학령(별칭 '구제대학')에 따라서 공식적으로 서일본 최초의 사립대학으로 인정되었다. 패전 후, 1948년에 새로운 교육 제도에 의한 신제대학으로서 다시 출발하였다.

## 도리쓰전(同立戰)
도리쓰전(同立戰)은 도시샤 대학과 리쓰메이칸 대학이 벌이는 스포츠 대전이다.
리쓰메이칸 대학에서는 리쓰도전(立同戰)이라고 한다.

### 개요
원래는 야구 경기를 지칭했지만 아이스하키, 럭비, 미식축구 등 다른 스포츠 경기에 사용되는 경우도 있다.
매년 열리는 도리쓰전의 야구 경기는 매년 봄과 가을에 '간사이 학생 야구 연맹'의 리그전의 마지막 일정으로,
간칸전(関関戦) - 간사이 대학 VS 간세이가쿠인 대학과 함께 '전통의 일전(一戰)'으로 자리매김하고 있다.

### 역사
- 1929년 '3대학 야구 대항전' (간사이 대학, 도시샤 대학 , 교토 대학의 각 야구부가 참가)가 시작.

- 1930년 '3대학 야구 대항전'에 리쓰메이칸 대학이 가입하여 '4대학 야구 연맹'이 결성, 이로써 도리츠전이 시작되었다.

- 1931년 추계 리그에서 간세이가쿠인 대학 고등 상업부, 고베 대학의 야구부도 가입, 칸사이 6대학 야구 연맹이 발족.

이 연맹의 발족 후 간사이 대학 스포츠계의 인기 이벤트로 입장이 점차 많아졌고,
그 중에서도 교토의 양대 사학 대결인 도리쓰전은 일반 시민에게도 많은 팬을 낳는 등, 인기 카드로 교토 시민에게 사랑받고있다.

## 연표
1875
8명의 학생과 니지마 및 J. D. 데이비스의 두 명의 교사로 데라마치 캠퍼스에 도시샤영학교를 설립.
1876
데라마치에서 이마데가와로 캠퍼스 이전.
1877
교토부로부터 도시샤여학교의 설립 인가 취득.
1879
도시샤영학교로부터 15명의 학생이 첫 졸업.
1883
교칙 제정.
1884
캠퍼스내 최초의 벽돌 건축인 쇼에이칸(국가 중요문화재로 지정) 준공..
1886
도시샤 이마데가와 캠퍼스에 채플(후일 국가 중요문화재로 지정) 준공.
1887
쇼자쿠칸(현 유슈칸)에서 도서관 개관(국가 중요문화재로 지정). 도시샤병원 및 교토간병부학교 설립.
유슈칸
1888
‘도시샤대학 설립 취지’를 주요 잡지 및 신문에 발표.
1890
니지마 조가 46세의 나이로 영면. 미국인 실업가인 J. N. 해리스의 $100,000 기부로 해리스 이화학관(국가 중요문화재로 지정) 준공. 해리스이화학교 설립.
1893
도시샤 휘장 제정.
1894
클라크신학관(현 클라크기념관, 국가 중요문화재로 지정)의 개관식 거행.
1909
도시샤 교가를 공식 채택.
1912
전문학교령에 의한 도시샤대학(신학부, 정치경제부, 영문과) 및 여학교 전문학부 개교.
1920
대학령에 의한 도시샤대학(문학부, 법학부, 대학원 및 예과) 개교.
1940
유슈칸 앞 안뜰에 조셉 하디 니지마 기념비(양심비)를 건립.
1944
도시샤공업전문학교 개교.
1948
신제대학령으로 대학(신학부, 문학부, 법학부, 경제학부) 개설.
1949
상학부와 공학부 신설.
1950
대학원 석사과정(신학 연구과, 문학 연구과, 법학 연구과, 경제학 연구과, 상학 연구과) 개설.
1953
대학원 박사과정 개설.
1955
공학 연구과 석사과정 개설.
1975
설립 100주년 기념식 거행.
1986
다나베 캠퍼스(현 교타나베 캠퍼스) 개교, 도시샤대학 및 도시샤여자대학의 수업 개시.
1991
아메리카 연구과 석사과정 개설.
1995
종합정책과학 연구과 석사과정 개설.
1999
일본어교육센터 설치.
2000
시가현 기타코마쓰에 도시샤비와코수련센터 준공.
2004
정책학부, 공학부 정보시스템디자인학과, 환경시스템학과 개설, 사법 연구과, 비즈니스 연구과 개설.
2005
문화정보학부 개설. 문학부 및 문학 연구과 개조. 사회학부 및 사회학 연구과 개설.
2006
도시샤초등학교 개교. 문화학술연구도시 캠퍼스 개설.
2007
문화정보학 연구과 개설.
2008
공학부를 이공학부로 명칭 변경. 생명의과학부 및 스포츠건강과학부 설치.
2009
심리학부 및 심리학 연구과 개설.
2010
글로벌스터디 연구과 개설, 스포츠건강과학 연구과 개설
2011
글로벌 커뮤니케이션 학부, 도시샤국제학원 초등부 개설
2012
뇌과학연구과 개설
2013
글로벌지역문화학부 개설
2014
비지니스 연구과 글로벌 경영 연구 전공 개설
2015
도시샤 교타나베 캠퍼스 채플(코토바칸・히카리칸) 준공

## 학생 생활

### 부활동
도시샤 대학에서 활동하는 단체는 '학생 지원센터 등록단체' '학우단 공인단체'와 '그 외'로 나뉜다.
신입생 입학시기는 각 단체의 오리엔테이션 기간이 있으며, 각 단체는 학교 부지 내에 설치한 부스에서 신입생의 참가를 권유하고 있다.
- 학생 지원센터 등록단체

- 학생 지원 센터에 단체 등록 신청서를 제출하면 등록 단체로 인정된다.
그러나 인원수나 고문을 둬야 하는 등의 조건이있다.
복사기 및 회의실 등 다양한 학교의 비품을 사용할 수 있게 된다. 약 240 단체
- 학우단 공인단체

- 학생 지원센터 등록단체를 거쳐 심사를 통과하면 될 수 있다.
등록 단체의 혜택 외에 BOX라고 하는 부실의 제공, 보조금 등 대학의 지원이 많아진다. 약 170단체

### 학원제
도시샤 대학의 학원제는 이마데가와 캠퍼스에서 열리는 '도시샤 EVE'와 교타나베 캠퍼스에서 열리는 '도시샤 교타나베 축제'가 있다. 어느쪽 축제도 지역주민에게 개방된다.

## 개설 과정

### 학부 과정
- 신학부

|  | - 신학과(神学科) |

- 문학부

|  | - 영문학과(英文学科) - 철학과(哲学科) - 미학예술학과(美学芸術学科) - 문화사학과(文化史学科) - 국문학과(国文学科) |

- 사회학부(社会学部)

|  | - 사회학과(社会学科) - 사회복지학과(社会福祉学科) - 미디어학과(メディア学科) - 산업관계학과(産業関係学科) - 교육문화학과(教育文化学科) |

- 법학부(法学部)

|  | - 법률학과(法律学科) - 정치학과(政治学科) |

- 경제학부(経済学部)

|  | - 경제학과(経済学科) |

- 상학부(商学部)

|  | - 상학과(商学科) |

- 정책학부(政策学部)

|  | - 정책학과(政策学科) |

- 문화정보학부(文化情報学部)

|  | - 문화정보학과(文化情報学科) |

- 이공학부(理工学部)

|  | - 인텔리젠트정보공학과(インテリジェント情報工学科) - 정보시스템디자인학과(情報システムデザイン学科) - 전기공학과(電気工学科) - 전자공학과(電子工学科) - 기계시스템공학과(機械システム工学科) - 에너지기계공학과(エネルギー機械工学科) - 기능분자·생명화학과(機能分子・生命化学科) - 화학시스템창성공학과(化学システム創成工学科) - 환경시스템학과(環境システム学科) - 수리시스템학과(数理システム学科) |

- 생명의과학부(生命医科学部)

|  | - 의공학과(医工学科) - 의정보학과(医情報学科) - 의생명시스템학과(医生命システム学科) |

- 스포츠건강과학부(スポーツ健康科学部)

|  | - 스포츠건강과학과(スポーツ健康科学科) |

- 심리학부(心理学部)

|  | - 심리학과(心理学科) |

- 글로벌커뮤니케이션학부 (グローバルコミュニケーション学部)

|  | - 영어 코스 (英語コース) - 중국어 코스 (中国語コース) - 일본어 코스 (日本語コース) |

- 글로벌지역문화학부 (グローバル地域文化学部)

|  | - 유럽 코스 (ヨーロッパコース) - 아시아태평양 코스 (アジア太平洋コース) - 아메리카 코스 (アメリカコース) |

- Institute for the Liberal Arts 국제교양학부
- 글로벌교양 센터
- 일본어・일본문화 교육 코스

### 대학원 및 전문직대학원 과정
- 신학연구과 (神学研究科)
- 문학연구과 (文学研究科)
- 사회학연구과 (社会学研究科)
- 법학연구과 (法学研究科)
- 경제학연구과 (経済学研究科)
- 상학연구과 (商学研究科)
- 종합정책과학연구과 (総合政策科学研究科)
- 문화정보학연구과 (文化情報学研究科)
- 이공학연구과 (理工学研究科)
- 생명의학연구과 (生命医科学研究科)
- 스포츠건강과학연구과 (スポーツ健康科学研究科)
- 심리학연구과 (心理学研究科)
- 글로벌스터디즈연구과 (グローバル・スタディーズ研究科)
- 뇌과학연구과 (脳科学研究科)
- 사법연구과 (司法研究科 / 法科大学院)
- 비즈니스연구과 (ビジネス研究科 / ビジネススクール)

## 관련 인물

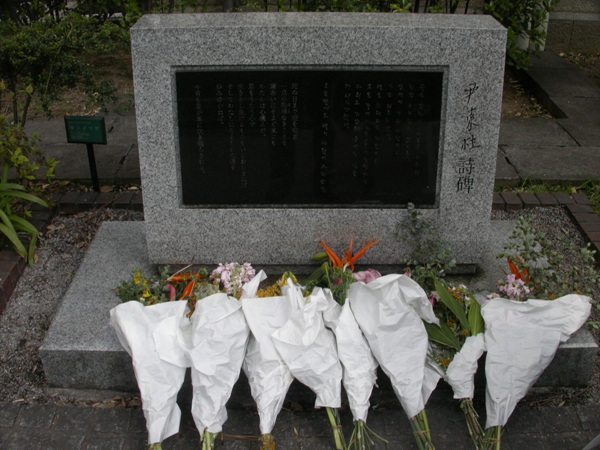
도시샤 대학에 있는 윤동주 시비

해당 문서 (도시샤대학 인물 일람)를 참조하십시오.
- 저명한 한국인
- 문학부 : 김말봉 (도시샤 여자대학)
- 문학부 : 오상순
- 문학부 : 윤동주
- 문학부 : 정지용
- 법학부 : 박제환
- 법학부 : 장준한
- 상학부 : 박일 (교수)
- 상학부 : 박충훈
- 상학부 : 왕상은
- 신학부 : 권태희
- 신학부 : 김수진
- 신학부 : 서남동
- 신학부 : 홍병선
- 정치경제학부 : 이만근
- 도샤중학교 : 이영희
- 불명 : 임기봉

## 한국 협정 대학
- 고려대학교
- 경희대학교
- 서울대학교
- 서울여자대학교
- 서울시립대학교
- 서울신학대학교
- 서강대학교
- 이화여자대학교
- 인천대학교
- 연세대학교
- 영남대학교
- 전남대학교
- 한국외국어대학교

## 도시샤 대학 서울 사무소
서울 사무소는 2011년 4월에 설립되었다.
- 주소

서울시 종로구 종로 69 YMCA 408 호 도시샤대학 서울 사무소 우: 03164

## 같이 보기
- 도시샤 여자 대학
- 니지마 죠
- 니지마 야에
- 야에의 벚꽃